# Wijken en buurten in Leek
Tot 2019 werd de voormalige Nederlandse gemeente Leek (nu opgenomen in gemeente Westerkwartier) voor statistische doeleinden onderverdeeld in de volgende wijken:
- Wijk 00 Leek (CBS-wijkcode:002200)
- Wijk 01 Zevenhuizen (CBS-wijkcode:002201)
- Wijk 02 Tolbert (CBS-wijkcode:002202)
- Wijk 04 Midwolde (CBS-wijkcode:002204)
- Wijk 05 Lettelbert (CBS-wijkcode:002205)
- Wijk 06 Oostwold (CBS-wijkcode:002206)
- Wijk 07 Enumatil (CBS-wijkcode:002207)

Een statistische wijk kan bestaan uit meerdere buurten. Onderstaande tabel geeft de buurtindeling met kentallen volgens het Centraal Bureau voor de Statistiek (2008):
| CBS-buurtcode | Buurtnaam                                | Inwonertal | Opp. totaal (ha) | Opp. land (ha) | Ligging                |
| ------------- | ---------------------------------------- | ---------- | ---------------- | -------------- | ---------------------- |
| BU00220001    | Diepswal                                 | 660        | 52               | 50             | Locatie in de gemeente |
| BU00220002    | Centrum Leek en omgeving                 | 3980       | 181              | 179            | Locatie in de gemeente |
| BU00220003    | Rodenburg en omgeving                    | 4390       | 153              | 153            | Locatie in de gemeente |
| BU00220004    | Nienoordsrand                            | 360        | 24               | 24             | Locatie in de gemeente |
| BU00220008    | Buitengebied ten oosten van Leek         | 10         | 118              | 114            | Locatie in de gemeente |
| BU00220009    | Buitengebied ten zuiden van Leek         | 600        | 88               | 88             | Locatie in de gemeente |
| BU00220100    | Bebouwde kom Zevenhuizen                 | 1360       | 101              | 100            | Locatie in de gemeente |
| BU00220101    | De Haspel                                | 270        | 116              | 115            | Locatie in de gemeente |
| BU00220102    | Drostinnewijk                            | 190        | 110              | 110            | Locatie in de gemeente |
| BU00220103    | Boerenstreek                             | 90         | 42               | 42             | Locatie in de gemeente |
| BU00220107    | Buitengebied ten noorden van Zevenhuizen | 40         | 48               | 46             | Locatie in de gemeente |
| BU00220108    | Buitengebied ten oosten van Zevenhuizen  | 140        | 375              | 373            | Locatie in de gemeente |
| BU00220109    | Buitengebied ten westen van Zevenhuizen  | 740        | 1452             | 1445           | Locatie in de gemeente |
| BU00220200    | Bebouwde kom Tolbert                     | 1790       | 110              | 110            | Locatie in de gemeente |
| BU00220201    | Sint Maheerdt                            | 2510       | 66               | 64             | Locatie in de gemeente |
| BU00220209    | Buitengebied Tolbert                     | 500        | 1098             | 1087           | Locatie in de gemeente |
| BU00220400    | Bebouwde kom Midwolde                    | 90         | 20               | 20             | Locatie in de gemeente |
| BU00220401    | Pasop                                    | 120        | 175              | 174            | Locatie in de gemeente |
| BU00220409    | Buitengebied Midwolde                    | 210        | 687              | 684            | Locatie in de gemeente |
| BU00220500    | Bebouwde kom Lettelbert                  | 120        | 24               | 23             | Locatie in de gemeente |
| BU00220509    | Buitengebied Lettelbert                  | 80         | 616              | 595            | Locatie in de gemeente |
| BU00220600    | Bebouwde kom Oostwold                    | 580        | 69               | 68             | Locatie in de gemeente |
| BU00220609    | Buitengebied-Oostwold                    | 100        | 366              | 341            | Locatie in de gemeente |
| BU00220700    | Bebouwde kom Enumatil                    | 310        | 18               | 18             | Locatie in de gemeente |
| BU00220709    | Buitengebied Enumatil                    | 70         | 318              | 310            | Locatie in de gemeente |